# György Lépes
György Lépes (1375 - 18 mars 1442 à Marosszentimre - aujourd'hui en Roumanie) était évêque de Transylvanie. Il exerça son autorité de pair avec son frère Lóránd Lépes, vice-voïvoide de Transylvanie de 1432 à 1435.

## Histoire
György Lépes est né en 1375 dans la famille noble hongroise des Lépes de Váraskeszi dans le comitat d'Arad, aujourd'hui en Roumanie. Il est prévôt de Transylvanie entre 1403 et 1417 et évêque de 1427 à 1442.
En 1436, il invite comme inquisiteur Jacques de la Marche contre la propagation du mouvement hussite. C'est son attitude intransigeante quant au paiement de la dîme par les serfs (même par les Roumains orthodoxes, et en monnaie nouvelle valant quatre fois plus) qui provoque en pratique la révolte de Bobâlna, durement réprimée par la noblesse hongroise, sicule et saxonne de Transylvanie. En 1442, il combat les Turcs à la bataille d'Hermannstadt (près de Marosszentimre), durant laquelle il est tué.